# Коломбо (сезон 7)
Седьмой сезон американского телесериала «Коломбо», премьера которого состоялась на канале NBC 21 ноября 1977 года, а заключительная серия вышла 13 мая 1978 года, состоит из 5 эпизодов.

## Период трансляции
Хотя канал NBC покончил с сериалом Mystery Movie, с которой Коломбо был частью с 1971 года, сеть решила сохранить серию в производстве и заказала пять новых телефильмов. Первые два выступали в понедельник вечером, первый — 21 ноября 1977 года, второй — 3 января 1978 года. После этого оставшиеся три фильма транслировались в субботу вечером 25 февраля 1978 года и заканчивались финальным фильмом оригинального сериала Коломбо 13 мая 1978 года.

## Релиз на DVD
Сезон был выпущен на DVD Universal Home Video.

## Эпизоды
| № в сериале | № в сезоне | Название                                            | Режиссёр       | Автор сценария                                                 | Убийцу играет   | Жертву играет     | Дата премьеры   | Длительность |
| --- | ---------- | --------------------------------------------------- | -------------- | -------------------------------------------------------------- | --------------- | ----------------- | --------------- | ------------ |
| 41 | 1          | «Попробуй поймай меня» «Try and Catch Me»           | Джеймс Фроули  | Сюжет : Джин Томпсон Телесценарий : Джин Томпсон и Пол Такахоу | Рут Гордон      | Чарльз Фрэнк      | 21 ноября 1977  | 70 минут     |
| Писательница Абигейл Митчелл убеждена в том, что её любимая племянница была убита своим мужем, Эдмундом Галвином. Но эта смерть была признана несчастным случаем, и Эдмунд остался безнаказанным. Тогда писательница решает сама наказать его. Она запирает Эдмунда в комнате-сейфе и отбывает по делам в Нью-Йорк. Галвин умирает. Всё выглядит как очередной несчастный случай. Лейтенант Коломбо начинает расследование и сталкивается с одним из самых интеллектуальных убийц в своей практике. |            |                                                     |                |                                                                |                 |                   |                 |              |
| 42 | 2          | «Яд от дегустатора» «Murder Under Glass»            | Джонатан Демми | Роберт Ван Скойк                                               | Луи Журдан      | Майкл В. Гаццо    | 30 января 1978  | 73 минуты    |
| Известный телеведущий и ресторанный критик Поль Жерар вымогает деньги у владельцев ресторанов в обмен на хорошие отзывы о их заведениях. Владелец одного из ресторанов Витторио Росси отказывается платить критику-шантажисту. Тогда Жерар убивает его с помощью вина, в которое добавляет яд рыбы фугу. Коломбо, расследуя это убийство, наслаждается вкусами изысканной еды и сам совершенствуется в кулинарии.                                                                                   |            |                                                     |                |                                                                |                 |                   |                 |              |
| 43 | 3          | «Идеальное преступление» «Make Me a Perfect Murder» | Джеймс Фроули  | Роберт Блис                                                    | Триш Ван Девер  | Лоуренс Лакинбилл | 25 февраля 1978 | 94 минуты    |
| Марк Макэндрюс, редактор телевизионного канала, получает повышение и намеревается переехать в Нью-Йорк. Его любовница Кей Фристоун считает, что должна занять его место. Однако у Марка иные соображения. Тогда Кэй убивает его и создаёт себе алиби. Коломбо расследует это убийство, несмотря на повреждённую шею. |            |                                                     |                |                                                                |                 |                   |                 |              |
| 44 | 4          | «Как совершить убийство» «How to Dial a Murder»     | Джеймс Фроули  | Сюжет : Энтони Лоуренс Телесценарий : Том Лазарус              | Никол Уильямсон | Джоэл Фабиани     | 15 апреля 1978  | 70 минут     |
| Доктор психологии Эрик Мейсон расправляется со своим приятелем доктором Хантером весьма необычным способом: натравливает на него при помощи телефонного звонка двух дрессированных доберманов. Основанием для убийства является то, что жена Мейсона изменяла ему с Хантером. Собак собираются усыпить, но лейтенант Коломбо категорически против этого. |            |                                                     |                |                                                                |                 |                   |                 |              |
| 45 | 5          | «Конспираторы» «The Conspirators»                   | Лео Пенн       | Основано на идеи : Пэт Робисон Телесценарий : Говард Бёрк      | Клайв Ревилл    | Альберт Полсен    | 13 мая 1978     | 98 минут     |
| Известный ирландский поэт Джо Девлин пользуется большой любовью у своих читателей. И мало кто знает, что Девлин является посредником террористов, тайно собирающим средства и организующим поставки оружия для Ирландской освободительной армии. Когда посредник Винсент Поли обманывает Девлина, тот убивает его. Коломбо собирает улики против Девлина. В это время Девлин должен решить серьёзную проблему: ему срочно надо найти своё оружие и переправить его через границу.                   |            |                                                     |                |                                                                |                 |                   |                 |              |